# Нисковских, Виталий Максимович
Вита́лий Макси́мович Ниско́вских (19 июня 1925, Вятка, Вятская губерния, СССР — 12 мая 2018, Екатеринбург, Россия) — советский и российский машиностроитель, инженер-конструктор, изобретатель, главный конструктор машин непрерывного литья заготовок (МНЛЗ) Уральского завода тяжёлого машиностроения (Уралмашзавода) (1974—1992). Лауреат Государственной премии СССР (1979). Доктор технических наук (1984).
Один из создателей отечественной школы проектирования машин непрерывного литья заготовок (МНЛЗ) криволинейного типа.
Руководитель работ по созданию криволинейных машин непрерывного литья заготовок (МНЛЗ), которые привели к зарождению, становлению и развитию новой отрасли тяжёлого машиностроения, направленной на техническое перевооружение чёрной металлургии. Руководитель создания и освоения 36 криволинейных машин непрерывного литья заготовок, которые успешно эксплуатируются на всех отечественных металлургических комбинатах, в Финляндии, Сербии, Хорватии, Словении, Северной Македонии, Черногории, Боснии и Герцеговине, Болгарии, Словакии, Пакистане, Японии (изготавливаются по лицензии японской компанией Kobe Steel).

## Биография
Родился 19 июня 1925 года в городе Вятке Вятского уезда Вятской губернии в семье служащих.
В 1940—1942 гг. — студент Свердловского дорожно-механического техникума.
В 1942—1946 гг. — служба в Красной Армии, участник Великой Отечественной войны.
В 1946—1947 гг. — студент Свердловского горного института (СГИ).
С 1947 года — на Уральском заводе тяжёлого машиностроения.
В 1947—1948 гг. — инженер-конструктор цеха № 28.
В 1948—1949 гг. — механик цеха № 82.
В 1949—1950 гг. — старший технолог цеха № 82.
В 1950—1952 гг. — инженер-конструктор Отдела Главного конструктора индивидуального машиностроения.
В 1952—1954 гг. — секретарь партийной организации Отдела Главного конструктора индивидуального машиностроения.
В 1954—1956 гг. — старший инженер-конструктор Отдела Главного конструктора прокатного оборудования.
В 1956—1963 гг. — руководитель группы Отдела Главного конструктора прокатного оборудования.
В 1951 году окончил Уральский политехнический институт имени С. М. Кирова с присвоением квалификации «инженер-механик».
С 1963 года — в научно-исследовательском институте тяжёлого машиностроения (НИИ Тяжмаше) Уральского завода тяжёлого машиностроения.
В 1963—1974 гг. — начальник бюро Отдела Главного конструктора прокатного оборудования.
В 1974—1984 гг. — главный конструктор машин непрерывного литья заготовок (МНЛЗ).
В 1984—1992 гг. — заведующий Отделением, главный конструктор научно-исследовательского и проектно конструкторского Отделения Главного конструктора машин непрерывного литья заготовок (МНЛЗ).
В 1992—1997 гг. — ведущий научный сотрудник Отдела Главного конструктора машин непрерывного литья заготовок (МНЛЗ).
Крупнейший специалист по сталеразливочному оборудованию. Один из создателей отечественной школы проектирования машин непрерывного литья заготовок (МНЛЗ) криволинейного типа.
Руководитель работ по созданию криволинейных машин непрерывного литья заготовок (МНЛЗ), которые привели к зарождению, становлению и развитию новой отрасли тяжёлого машиностроения, направленной на техническое перевооружение чёрной металлургии. Руководитель создания и освоения 36 криволинейных машин непрерывного литья заготовок, которые успешно эксплуатируются на всех отечественных металлургических комбинатах, в Финляндии, Сербии, Хорватии, Словении, Северной Македонии, Черногории, Боснии и Герцеговине, Болгарии, Словакии, Пакистане, Японии (изготавливаются по лицензии японской компанией Kobe Steel).
Член КПСС (с сентября 1948 года).
Автор (вместе с соавторами) 145 авторских свидетельств, патентов Австрии, Италии, Канады, Франции, Швеции, Великобритании, США, Германии, Сербии, Хорватии, Словении, Северной Македонии, Черногории, Боснии и Герцеговины, Японии, Индии, Мексики. Автор 167 научных работ в области машиностроения. Автор печатных работ, в том числе 2 монографий (одной из них вместе с соавторами).
Скончался 12 мая 2018 года в Екатеринбурге после тяжёлой продолжительной болезни (рак лёгкого). Похоронен на Северном кладбище Екатеринбурга.

## Семья
- Супруга: Александра Ивановна Нисковских (1933—2022).
  - Дети: Владимир Витальевич Нисковских (1952—2015), Александр Витальевич Нисковских (род. 1953).

## Награды и премии
- Орден Ленина (1974)
- Орден Отечественной войны II степени (1986)
- Орден Трудового Красного Знамени (1966)
- Медаль «За победу над Германией в Великой Отечественной войне 1941—1945 гг.» (1945)
- Юбилейная медаль «Тридцать лет Победы в Великой Отечественной войне 1941—1945 гг.» (1975)
- Юбилейная медаль «Сорок лет Победы в Великой Отечественной войне 1941—1945 гг.» (1985)
- Медаль «Ветеран труда» (1984)
- Юбилейная медаль «60 лет Вооружённых Сил СССР» (1978)
- Юбилейная медаль «70 лет Вооружённых Сил СССР» (1988)
- Государственная премия СССР (1979) — за создание и внедрение высокопроизводительных слябовых машин непрерывного литья заготовок криволинейного типа для металлургических комплексов большой мощности (с коллективом)
- Почётное звание «Заслуженный изобретатель РСФСР» (1963)
- Почётное звание «Заслуженный рационализатор РСФСР» (1963)
- Знак отличия «За заслуги перед Свердловской областью» III степени (2015)

## Учёные степени и звания
- Кандидат технических наук (1981)
- Доктор технических наук (1984)